# Fall (película de 2022)
Fall (en español, Vértigo) es una película de thriller y supervivencia estadounidense de 2022, escrita y dirigida por Scott Mann. Tiene como protagonistas a Grace Fulton, Virginia Gardner, Mason Gooding y Jeffrey Dean Morgan. El filme sigue a Becky y a Hunter, dos amigas que, tras la muerte del esposo de la primera, deciden buscar un poco de aventura escalando una torre de radio a más de 610 metros, pero cuando la escalera para bajar se rompe, deberán intentar todo lo posible para sobrevivir.
Fall fue estrenada en Estados Unidos el 12 de agosto de 2022 y el 1 de septiembre del mismo año en Hispanoamérica, a través de Lionsgate. La película recaudó $16 millones de dólares a nivel internacional, y recibió críticas generalmente positivas, las cuales elogiaban la dirección de Mann, el suspenso, las actuaciones de Currey y Gardner y la cinematografía, pero que también juzgaron negativamente el guion, los efectos especiales y el ritmo del film.

## Argumento
Las mejores amigas Becky y Hunter son adictas a la adrenalina. La primera sufre una gran pérdida cuando su esposo, Dan, se cae y muere mientras realizan una escalada de rocas.
Un año después de su muerte, Becky es una alcohólica deprimida que se distanció de su padre, James, porque insistía en que su novio no era el hombre perfecto como su hija le decía. Desesperada por poder apoyar a su compañera, Hunter la invita a escalar una torre de radio de unos 610 metros en el desierto. Aunque Becky duda, finalmente acepta y decide no vivir con miedo.
Las chicas llegan a la cima de la torre, donde esparcen las cenizas del difunto. Lo que inicialmente parecía divertido se torna mortal, cuando la escalera para bajar se rompe, dejando a las muchachas varadas en lo alto de la nada. Aunque poseen teléfonos, a ninguna le llega señal allí arriba. En el aire, las jóvenes combaten la inanición, la deshidratación, y los buitres que las atacan mientras tratan de conseguir ayuda. Posteriormente, el teléfono de Hunter se rompe mientras intentan enviar un mensaje a una pareja que les roba el auto en vez de ayudarlas, incluso cuando las vieron en cima de la torre.
En lágrimas, la mejor amiga de Becky le confiesa haber tenido un romance con Dan antes de que se casaran, lo que ayudó a que se distanciaran luego de su muerte, pero también le cuenta que terminó la aventura porque quería más a su compañera que al fallecido. Probando un plan, Hunter baja con la intención de alcanzar su bolsa con agua y un dron de 4K que había caído en un plato de comunicación, y lo logra. Con el objeto en posesión, Becky intenta usar el dron para enviar un papel pidiendo ayuda hacia su motel. Desafortunadamente, el aparato se rompe cuando un camión a toda velocidad le pasa por adelante, tan solo a unos metros del motel.
En una conversación que tiene con Hunter, Becky finalmente se da cuenta de que había estado alucinando: cuando su mejor amiga trató de bajar, resbaló y se cayó, desangrándose hasta morir. Sólo había logrado subir su mochila, y, delirando debido a la falta de comida y agua, había imaginado la presencia de Hunter en la torre con ella por un tiempo. Tras matar a un buitre y comérselo para sobrevivir,  Becky hace un último intento por aguantar hasta el final. Comienza a bajar hasta el cuerpo de su compañera muerta, envía un mensaje, mete el teléfono dentro de su cuerpo para protegerlo, y lo arroja para que pueda conseguir la señal que necesita una vez que estalle contra el suelo.
El plan funciona, el mensaje se envía, las autoridades la encuentran y James llega al lugar, Becky se reconcilia con el una vez terminada la fatalidad.

## Elenco
- Grace Fulton como Becky.
- Virginia Gardner como Shiloh Hunter.
- Mason Gooding como Dan Connor.
- Jeffrey Dean Morgan como James.
- Darrell Dennis como Randy.

## Producción

### Filmación
El filme costó $3 millones de dólares para producir. Fue filmado en cámaras de IMAX en las Montañas Sombra, en el Desierto Mojave de California. El aspecto de la torre B67 ficticia en la película se inspiró en la torre de radio KXTV/KOVR real en Walnut Grove, California, que también tiene más de 600 metros de altura y es una de las estructuras más altas del mundo. Según el director Scott Mann, los cineastas habían considerado la pantalla verde o los escenarios digitales, pero finalmente optaron por la realidad. Decidieron construir la parte superior de la torre en la cima de una montaña para que los actores realmente parecieran estar a miles de pies en el aire, aunque en la vida real nunca estuvieron a más de 20 metros del suelo. Filmar fue difícil, porque a menudo el clima, como los rayos y los fuertes vientos, suponían un desafío.

### Posproducción
Le pidieron al equipo que cambiara o eliminara alrededor de 30 usos de la palabra "mierda" de la película para que así pudiese conseguir una clasificación de PG-13 por parte de Motion Picture Association en vez de la clasificación de R, para así poder aumentar las ganancias. Ya que regrabar escenas sería costoso, le encargaron a Flawless, una compañía establecida en 2021 por Nick Lynes y el director de Fall, Scott Mann, para que artificialmente reconstruyeran las caras de los actores y que parezca que, en vez de decir "mierda", dijesen palabras aprobadas por la clasificación de PG-13, como "demonios". El primer proyecto en usar los servicios de Flawless, Fall, recibió la esperada clasificación de PG-13. Según Mann, esto se finalizó en menos de dos semanas de las etapas finales de posproducción.

## Estreno
Luego de que finalizara la producción, Lionsgate adquirió los derechos de distribución sin un mínimo garantizado para los productores, y así, tras reacciones positivas en estrenos de prueba, el estudio decidió lanzar el filme en cines. Tuvo su estreno en cines estadounidenses el 12 de agosto de 2022, y la compañía gastó $4 millones de dólares para estrenar y promocionar la cinta.

## Recepción

### Taquilla
En los Estados Unidos y Canadá, Fall se estrenó junto con Mack & Rita y la amplia expansión de Bodies Bodies Bodies, y se proyectó que recaudaría entre $1-2 millones de dólares en 1548 cines en su primer fin de semana. Hizo $923 000 en su primer día, y debutó con $2,5 millones, terminando décima en la taquilla. En su segundo fin de semana ganó $1,3 millones, cayendo un 47%.